# ソウル鍾岩警察署
ソウル鍾岩警察署（ソウルチョンアムけいさつしょ）は、ソウル地方警察庁所管の警察署である。

## 管轄区域
- 城北区のうち、月谷1洞～4洞、鍾岩1洞・2洞、吉音3洞、長位1洞・2洞、石串1洞・2洞

## 沿革
- 1979年10月15日 - 開設に伴い、城北警察署から城北区月谷1洞～4洞、鍾岩1洞・2洞、吉音3洞、長位1洞・2洞、石串1洞・2洞の区域を移管。北部警察署から道峰区弥阿1洞、2洞、4洞から7洞の区域を移管。
- 1991年11月1日 - 北部警察署へ道峰区弥阿1洞、2洞の区域を移管。
- 1995年1月1日 - 江北区成立に伴い道峰区弥阿4洞から7洞を江北区弥阿4洞から7洞に変更。
- 2001年12月27日 - 鍾岩警察署をソウル鍾岩警察署に名称変更。
- 2006年3月1日 - 江北区に属する弥阿4洞～9洞をソウル江北警察署に管轄変更。

## 管轄地区隊
- 長位地区隊
- 石串地区隊

## 管轄派出所
- 鍾岩派出所
- 月谷2派出所